# جيمس مارشال (لاعب كرة قدم)
جيمس مارشال (بالإنجليزية: James Marshall)‏ (3 يناير 1908 في المملكة المتحدة - 27 ديسمبر 1977) هو لاعب كرة قدم بريطاني (وحمل سابقاً جنسية المملكة المتحدة لبريطانيا العظمى وأيرلندا) في مركز مهاجم داخلي. شارك مع منتخب اسكتلندا لكرة القدم. أما مع النوادي، فقد لعب مع نادي أرسنال ونادي رينجرز ووست هام يونايتد ورابطة كرة القدم الاسكتلندية الحادية عشر ‏.

## وصلات خارجية
- جيمس مارشال على موقع الاتحاد الإسكتلندي (الإنجليزية)
- جيمس مارشال على موقع قاعدة بيانات كرة القدم.إي يو (الإنجليزية)